# Veenster Vaart
De Veenster Vaart (officieel Feanster Feart) is een kanaal in de gemeente Achtkarspelen in de Nederlandse provincie Friesland.
Het kanaal loopt van Surhuisterveen in noordelijke richting langs Roodeschuur naar het het Prinses Margrietkanaal ten westen van Augustinusga. Een deel van het kanaal in Surhuisterveen is in de jaren dertig van de twintigste eeuw gedempt. Vroeger was er in deze plaats een verbinding met de Oude Veenster Vaart, die oostelijker gelegen is en die eveneens uitmondt in het Prinses Margrietkanaal. 